# José Cadalso
 (octobre 2015).
Si vous disposez d'ouvrages ou d'articles de référence ou si vous connaissez des sites web de qualité traitant du thème abordé ici, merci de compléter l'article en donnant les références utiles à sa vérifiabilité et en les liant à la section « Notes et références ».
José Cadalso y Vázquez de Andrade, né le 8 octobre 1741 à Cadix et mort en 1782 à Gibraltar, est un écrivain, dramaturge, poète et militaire espagnol du XVIIIe siècle.

## Biographie
José Cadalso, issu d'une famille aux origines nobles, reçoit une éducation cosmopolite marquée par de nombreux voyages. Il est éduqué par son oncle qui l'envoie à Paris pour ses études puis il passe par Londres, Madrid... 
Son éducation, non commune pour l'époque, est élitiste pour un jeune homme non aristocrate. Marqué par son origine familiale et sociale, José Cadalso est aussi militaire ; il meurt avec le titre de colonel. Parallèlement, il a une vie mondaine ponctuée de visites des grands salons, de discussions intellectuelles avec de grands artistes et des gens de pouvoir et de rencontres avec des personnages politiques influents. L'un de ses amis n'est autre que l'ambassadeur français.
Son œuvre principale est Lettres marocaines, roman épistolaire qui fut victime de la censure à une époque où la monarchie exerçait un certain « despotisme éclairé». Cette œuvre obéit en effet à une fin précise : examiner et critiquer la société de son pays à travers des yeux étrangers, de loin, pour permettre un regard plus vrai, un regard non formaté par la culture à laquelle on appartient. 

Le XVIIIe siècle était une époque très ambivalente avec un désir d'ouverture culturelle et intellectuelle mais limitée par la censure. José Cadalso écrit notamment dans Lettres marocaines, un passage ironique au sujet des peuples espagnol, français, allemand, et anglais : 

« Les Espagnols écrivent la moitié de ce qu'ils imaginent; les Français plus qu'ils ne pensent à cause de la qualité de leur style; les Allemands disent tout, mais de telle façon que la moitié des gens ne les comprennent pas; les Anglais écrivent pour eux seuls. »